# Piazza Ducale (Vigevano)
La Piazza Ducale est le nom donné à la place principale de la commune de Vigevano en Lombardie.
Véritable joyau de la Renaissance, elle est construite sous le règne de Ludovic Sforza dit il Moro (dans les années 1492 - 1494), qui la considère comme l'antichambre de son château.

## Contexte
Ludovic Sforza annonce son intention de reconstruire la Piazza del Mercanti, la place des Marchands le 3 mai 1492. Cette nouvelle place doit être digne de la présence du duc et de ses courtisans, adaptée au magnitudo et dignitas du prince. Richement décorée, elle doit permettre d'accueillir des visiteurs de marque tout en conservant sa fonction économique. Vigevano est une place importante du commerce de la laine dont Ludovico essaie de développer l'industrie. La campagne de transformation commence en 1492. Les maisons anciennes sont détruites, le palais du Podestat rasé et reconstruit.
L'ingénieur responsable du projet semble être Ambrogio Ferrari qui s'occupe de l'approvisionnement en matériaux et surveille les travaux. Les architectes sont sans doute Alexandro da Cremona qui reconstruit le palais du Podestat, et Bramante, sans qu'aucune documentation permette de l'attester. Seul le style et le décor permettent de le supposer.
Cette place a pour principale fonction d'exprimer le pouvoir du duc de Milan. La réduction du palais communal à une position insignifiante le long de la place et la domination du château montrent la volonté du duc de rompre avec le passé communal et d'évoquer l'Empire romain par les formes architecturales et les bustes des empereurs qui l'ornent. L'autorité du prince y est clairement manifestée.

## Description

### Aspect sous Ludovic Sforza
Longue de 134 mètres et large de 48 m, elle est érigée, sur un projet auquel prend part, l'architecte Donato Bramante. À l'époque de Ludovic Sforza, la place se présentait déjà fermée sur trois côtés par des palais avec des portiques et façade continue et peinte a fresco, les arcades soutenues par 84 colonnes avec des chapiteaux chacun différents. Le quatrième côté était occupé par deux arcs de triomphe à l'intersection de l'actuelle via del Popolo et via Silva, tandis qu'une longue rampe de pierre - qui partait du centre de la place - permettait aux cavaliers et aux chariots d'accéder au château dont le cortile est situé 7 mètres plus haut.
La taille de la place est surdimensionnée par rapport à celle de la petite ville. Elle est construite en deux ans, temps record si l'on tient compte qu'il a fallu détruire de nombreuses constructions pour ouvrir ainsi la ville. Elle se rattache par son angle sud-ouest à la galerie qui mène au château et est dominée par sa haute tour d'entrée, construite par Bramante.
Les longues façades à arcade des bâtiments sont portées par des colonnes supportant des arcs en plein cintre avec dessus une architecture peinte. L'archivolte est surmontée d'une frise élaborée, la corniche supérieure porte des fenêtres avec demi-colonnes en forme de candélabres qui supportent la frise supérieure avec de grands oculi dans l'axe des fenêtres. L'usage des candélabres comme colonnes autour des fenêtres appartient à l'architecte lombard Giovanni Antonio Amadeo qui les a utilisé à la Chartreuse de Pavie. Les oculi évoquent par contre le style de Bramante.
La place est décorée de bustes de grandes figures de l'histoire romaine, des ducs Visconti et des Sforza, plaçés dans des rondels au-dessus des colonnes avec des devises et proverbes. Cette disposition fait écho à la façade de la Chartreuse de Pavie. Selon la volonté de Ludovic Sforza, la forme de la place rappelle le forum romain. Son échelle et le style de l'arc triomphal qui le ferme évoquent l'architecture de Vitruve dont Bramante est un fin connaisseur. Malgré son amplitude, elle demeure véritablement écrasée par la silhouette massive du château.

### Aspect actuel
L'actuelle forme architectonique est dessinée par l'évêque architecte Juan Caramuel y Lobkowitz en 1680. Sur le côté oriental, la façade du Duomo, dans un effet scénographique tout à fait baroque, s'étend en s'incurvant sur toute la largeur de la place. La place est, comme au Quattrocento, entourée de palais à portiques à arcades, avec un piano nobile aux fenêtres cintrées surmontées d'un attique ouvert d'un oculus. L'ensemble des édifices est revêtu d'une vive décoration picturale.
La rampe d'accès au château et les deux arcs de triomphe sont supprimés. À partir de cette date et jusqu'à la période napoléonienne, elle porte le nom de Piazza del Duomo.
Dans la première moitié du XVIIIe siècle, les occupants autrichiens installent sur la place la statue de saint Jean Népomucène.
Entre 1903 et 1910, lors d'un vaste chantier de restauration, des fragments de fresques originaires du Quattrocento de la période sforzesque - cachés par de la peinture du XVIIe siècle - sont découverts et, mis en valeur par le peintre vigevanese Casimiro Ottone.
Le pavage de la place est constitué avec des carreaux des granites blanc et noir provenant du fleuve Tessin, tandis que les lampadaires en fonte ont été réalisés en 1911.
La piazza Ducale reste encore, aujourd'hui, l'accès principal au Castello Sforzesco de Vigevano (it) et, à l'imposante tour crénelée de Bramante sur laquelle on peut monter jusqu'à son sommet et, profiter d'un panorama sur toute la ville.